# Хойт, Уэллс
Уи́льям Уэ́ллс Хойт (англ. William Welles Hoyt; 7 мая 1875, Гластонбери — 1 декабря 1954, Кембридж) — американский легкоатлет, чемпион летних Олимпийских игр 1896.
Сначала, 7 апреля, Хойт участвовал в квалификационном забеге на 110 м с барьерами. Заняв второе место, он мог участвовать в финальной гонке, которая прошла 10 апреля, однако он не принял в ней участия. Вместо этого, в тот день он соревновался в прыжке с шестом. Он выиграл это состязание с результатом 3,30 м.